# افسانه میهن‌پرستان
افسانه میهن‌پرستان (به کره‌ای: 전우; انگلیسی: Legend of the Patriots) یک مجموعه تلویزیونی کره جنوبی سال ۲۰۱۰ است. این مجموعه به مناسبت شصتمین سالگرد جنگ کره تولید شد. افسانه میهن‌پرستان از ۱۹ ژوئن تا ۲۲ اوت ۲۰۱۰، روزهای شنبه و یکشنبه ساعت ۲۰:۵۵ (کی‌اس‌تی) از کی‌بی‌اس برای ۲۰ قسمت پخش شد. داستان این مجموعه حول محور یازده سرباز کره‌ای می‌چرخد که در جنگ کره می‌جنگند.